# Sulaco
U. S. S. Sulaco je fiktivní vesmírná loď z filmu Vetřelci (natočený roku 1986) a Vetřelec 3 (1992). Loď je pojmenovaná podle fiktivního města v románu Josepha Conrada Nostromo.

## Popis Sulaca
Sulaco byla původně konstruovaná pro logistickou dopravu. Ale roku 2179 byla převedena pod vojenskou správu.
Hmotnost lodi 78 000 tun, hmotnost nákladu až 20 000 tun. Délka celé lodi dosahovala podle CMTM - Colonial Marines Technical Manualu 385 metrů. Bylo ale bezpečně zjištěno, že tento údaj je zavádějící a U. S. S. Sulaco dosahovala minimálně 730 metrů. Loď může nést až 4 výsadkové letouny typu UD-4L Cheyenne. Příď je osazena 20 únikovými moduly typu BD 409 -EEV (Emergency Escape Vehicle). Osádku mohlo tvořit až 100 osob. Loď je zcela automatizovaná a může bránit sama sebe s použitím počítačové umělé inteligence.
Loď je poháněna termonukleárním reaktorem Westingland A-59 3.6.

## Posádka Sulaca
Na lodi USS Sulaco se nacházelo 12 mariňáků, android, zástupce Weyland-Yutani Corporation a Ellen Ripleyová.
- Poručík Scott Gorman [K.I.A.]
- Seržant Al Apone [K.I.A.]
- Desátník Dwayne Hicks
- Desátnice Colette Ferrová [K.I.A.]
- Desátnice Cynthia Dietrichová [K.I.A.]
- Vojín William Hudson [M.I.A.]
- Vojín Janette Vasquezová [K.I.A.]
- Vojín Mark Drake [K.I.A.]
- Vojín Ricco Frost [K.I.A.]
- Vojín Tim Crowe [K.I.A.]
- Vojín Trevor Wierzbowski [M.I.A.]
- Vojín Daniel Spunkmeyer [K.I.A.]
- Android Bishop
- Zástupce Weyland-Yutani Carter Burke [K.I.A.]
- Ellen Ripleyová

## Příběh Sulaca
Poté, co bylo s planetoidem LV-426, obydleným kolonisty ztraceno spojení, je na něj v Sulacu vyslána speciální jednotka vojáků (vesmírných mariňáků), kteří mají přijít na to, co se stalo. Spolu s nimi cestuje Carter J. Burke od společnosti Weyland-Yutani, a Ellen Ripleyová coby člověk, který se s vetřelcem již setkal, a v případě, že by ztráta spojení měla skutečně příčinu v napadení kolonie tímto druhem, též jako konzultant. Sulaco po celý zbytek druhého dílu zůstává na oběžné dráze LV-426. Na počátku zásahu se z ní odpojí jeden z přistávacích modulů, který všechny dopraví do kolonie (Hadley's Hope). Její pilotku později napadne vetřelec při letu a modul tak havaruje. Při pozdější záchranné akci jeden z členů posádky obnoví se Sulacem spojení a vydá mu příkaz, aby na povrch LV-426 vyslal druhý přistávací modul, do něhož po přistání nastoupí a nabere Ripleyovou, posledního přeživšího člena posádky a dcerou jednoho z kolonistů a vrací se na Sulaco. Netuší, že spolu s nimi si do něj zavlekly i vetřelčí královnu. Na Sulacu, po základním ošetření přeživších zde dojde k závěrečnému boji Ripleyové s vetřelčí královnou, ve kterém se Ripleyové povede ji vyhodit do vesmírného prostoru. Poté, co se všichni ukládají do kryogenního spánku, netuší, že královna zde ještě předtím stihla naklást vejce s královským facehuggerem, který je schopen naklást 2 vetřelčí embrya. Na lodi dojde k požáru a všechny kryogenní schránky jsou z preventivních důvodů vypuštěny z lodi do vesmírného prostoru v záchranném modulu, kde je svým gravitačním polem přitáhne planeta Fiorina 'Fury' 161. Další osud lodě není znám.